# Dysstroma pseudoimmanata
Dysstroma pseudoimmanata là một loài bướm đêm trong họ Geometridae.